# Saint-Jean-de-Blaignac
Saint-Jean-de-Blaignac é uma comuna francesa na região administrativa da Nova Aquitânia, no departamento da Gironda. Estende-se por uma área de 5,55 km². Em 2010 a comuna tinha 457 habitantes (densidade: 82,3 hab./km²).